# Ropeadope Records
Ropeadope Records ist ein unabhängiges US-amerikanisches Musiklabel mit Sitz in Haddon Heights im Camden County (New Jersey). Schwerpunkte sind Jazz und Hip-Hop.
Ropeadope wurde 1999 von Andy Hurwitz in Philadelphia gegründet. Erste Veröffentlichung war Down and Dirty, eine DVD mit der Dirty Dozen Brass Band. In den folgenden Jahren erschienen auf dem Label Aufnahmen von Yazz Ahmed, Lakecia Benjamin, Tim Collins, Caleb Curtis, Chet Doxas, Duncan Eagles, Brad Farberman, Shaun Martin, Sam Ospovat, Eddie Palmieri (Sabiduría), Zeena Parkins, Aaron Parks,  David Sánchez (Carib), Christian Scott (Ancestral Recall und Axiom, 2020), Sex Mob, Nate Smith, Tin Hat, David Weiss und Ellen Andrea Wang (Closeness, 2020). Mehrere Künstler, die bei Ropeadope Records veröffentlichen, wurden für die jährlichen Grammy Awards nominiert und mit Preisen ausgezeichnet, wie Snarky Puppy featuring Lalah Hatahway 2013.
Der Firmenname leitet sich von der Boxtatktik Rope-a-Dope ab, die Muhammad Ali anwandte.